# 蒲察鼎寿
蒲察鼎寿（?—?），本名和尚，女真人，蒲察氏，上京曷速河人。金朝大臣，钦怀皇后的父亲。

## 生平
他性情沉稳有谋略，通晓契丹文、汉字，擅长吏事。娶金熙宗女郑国公主为妻。贞元三年（1155年），加定远大将军，为尚衣局使，累官至器物局使。大定二年（1162年），加驸马都尉。后历任符宝郎、蠡州刺史、濬州防御使，有惠政，为政有方，两州百姓刻石铭纪。历任泰宁军节度使、东平府节度使、横海军节度使，入朝为右宣徽使，改左宣徽使，授中都路昏得浑山猛安速木单世袭猛安谋克。改任河间尹，奏请迁徙侵削居民的宗室豪族到平州，在河间尹任上去世，赠太尉、越国公。

## 延伸阅读
[在维基数据编辑]
 《金史·卷120》，出自脱脱《遼史》